# Consulat général du Venezuela à Fort-de-France
Le consulat général du Venezuela à Fort-de-France était une représentation consulaire de la république bolivarienne du Venezuela en France. Avant sa fermeture, il était situé rue Georges Raveneau, à Fort-de-France, en Martinique. Venezuela a fermé son consulat à Fort-de-France en 2019.